# Distúrbios em Osh em 1990
Os distúrbios em Osh (em quirguiz:  Ош окуясы; em usbeque:  Oʻsh voqeasi, Ўш воқеаси; em russo:  Ошская резня) foi um conflito étnico entre quirguizes e uzbeques que ocorreu em junho de 1990 nas cidades de Osh e Uzgen, parte da República Socialista Soviética Quirguiz. A causa imediata dos distúrbios foi uma disputa entre um grupo nacionalista uzbeque Adolat e um grupo nacionalista quirguiz Osh Aymaghi pelas terras de uma antiga fazenda coletiva. Embora as estimativas oficiais do número de mortos variam de mais de 300 para mais de 600, os números não-oficiais variam até mais de 1.000. Os motins têm sido vistos como um precursor para os confrontos étnicos de 2010 na mesma região.